# Saint-Loup (Rhône)
Saint-Loup korábbi község (település) Franciaországban, Rhône megyében. 2019. január 1-jén Pontcharra-sur-Turdine, Dareizé és SLes Olmes községgel egyesült és az így létrejött Vindry-sur-Turdine új község része lett.
Lakosainak száma 1091 fő (2018. január 1.). Saint-Loup Dareizé, Saint-Clément-sur-Valsonne, Saint-Vérand, Sarcey, Les Olmes, Pontcharra-sur-Turdine, Saint-Forgeux és Tarare községekkel határos.

## Népesség
A település népessége az elmúlt években az alábbi módon változott:
| Lakosok száma | 1010 | 1037 | 1088 | 1075 | 1091 |
|               | 2014 | 2015 | 2016 | 2017 | 2018 |